# جوناثان هاردي
جوناثان هاردي (بالإنجليزية: Jonathan Hardy)‏ هو كاتب وكاتب سيناريو وممثل أسترالي ونيوزلندي، ولد في 20 سبتمبر 1940 بويلينغتون في نيوزيلندا، وتوفي في 30 يوليو 2012 في أستراليا.

## أعمال

### أفلام
- (1979) ماد ماكس[5]

## ترشيحات
- جائزة الأوسكار لأفضل كتابة

## وصلات خارجية
- جوناثان هاردي على موقع IMDb (الإنجليزية)
- جوناثان هاردي على موقع ألو سيني (الفرنسية)
- جوناثان هاردي على موقع أول موفي (الإنجليزية)
- جوناثان هاردي على موقع قاعدة بيانات الأفلام السويدية (السويدية)
- جوناثان هاردي على موقع قاعدة بيانات الفيلم (الإنجليزية)
- جوناثان هاردي على موقع كينوبويسك (الروسية)